# Moving Pictures
Moving Pictures is het achtste album van Rush, uitgebracht in 1981 door Anthem Records en Mercury Records. In 1997 werd het heruitgebracht. Het werd het eerste album dat platina haalde in de Verenigde Staten. Het is het succesvolste studioalbum van Rush. De nummers op Moving Pictures waren opnieuw wat radiovriendelijker, onder andere met single "Tom Sawyer".

## Nummers
1. Tom Sawyer – 4:33
2. Red Barchetta – 6:06
3. YYZ – 4:24
4. Limelight – 4:19
5. The Camera Eye – 10:56
6. Witch Hunt (Part III of 'Fear') – 4:43
7. Vital Signs – 4:43

## Artiesten
- Geddy Lee - zang, bas, toetsen
- Alex Lifeson - gitaar
- Neil Peart - drums